# Río Upata
El río Upata es un río del estado Bolívar, en Venezuela, de aproximadamente 80 kilómetros de recorrido que culminan con su desembocadura en el océano Atlántico. El río Upata recibe su nombre debido a que pasa cerca de la ciudad y capital del estado bolivarense de Piar, Upata, denominada así porque en este municipio nace el conspirador a Simón Bolívar, el libertador, pero también con intenciones de liberar Venezuela, el general Manuel Piar.
- Datos: Q6115812